# Paracyclops canadensis
Paracyclops canadensis är en kräftdjursart som först beskrevs av Willey 1934.  Paracyclops canadensis ingår i släktet Paracyclops och familjen Cyclopidae. Inga underarter finns listade i Catalogue of Life.